# NK Bubamara Zagreb
Nogometni klub "Bubamara" (NK "Bubamara"; Bubamara Zagreb; Bubamara) je nogometni klub iz Zagreba, Republika Hrvatska. U sezoni 2025./26. natječe se u 1. Zagrebačkoj NL, ligi šestog stupnja hrvatskog nogometnog prvenstva. 

## O klubu
Počeci kluba sežu u 2002. godinu osnivanjem Male škole nogometa "Bubamara", namijenjenu za rad s djecom, koja s vremenom prerasta u Nogometnu akademiju "Prečko". Iz iste organizacije se 2010. godine osniva NK "Bubamara", koja se tako uključuje i u službena natjecanja Zagrebačkog nogometnog saveza. 
 
Akademija, odnosno mlađe selekcije kluba su uspješne, s više nastupa na turnirima za mlađe dobne kategorije. 
 
Seniorska momčad je formirana 2016. godine, te je te godine počela igrati u "3. zagrebačkoj ligi".

## Igralište
NK "Bubamara", odnosno akademija djeluju na igralištu ŠRC "Prečko", tj. igralištu NK "Prečko" u istoimenom dijelu Zagreba. 

## Pregled plasmana po sezonama
| sezona    | rang lige | liga               | dio lige | poz.     | klubova u ligi | ut       | pob      | ner      | por      | gol+     | gol-     | bod      | napomene                               | izvori   |
| Bubamara  | Bubamara  | Bubamara           | Bubamara | Bubamara | Bubamara       | Bubamara | Bubamara | Bubamara | Bubamara | Bubamara | Bubamara | Bubamara | Bubamara                               | Bubamara |
| --------- | --------- | ------------------ | -------- | -------- | -------------- | -------- | -------- | -------- | -------- | -------- | -------- | -------- | -------------------------------------- | -------- |
| 2016./17. | VII.      | 3. Zagrebačka liga |          | 8.       | 10 (12)        | 20       | 8        | 2        | 10       | 39       | 28       | 26       |                                        |          |
| 2017./18. | VII.      | 3. Zagrebačka liga |          | 4.       | 8              | 21       | 11       | 3        | 7        | 43       | 22       | 36       |                                        |          |
| 2018./19. | VII.      | 3. Zagrebačka liga |          | 3.       | 9              | 24       | 12       | 4        | 8        | 65       | 33       | 40       |                                        |          |
| 2019./20. | VI.       | 2. Zagrebačka liga |          | 7.       | 9              | 13       | 2        | 4        | 7        | 13       | 27       | 10       | liga prekinuta zbog pandemije COVID-19 |          |
| 2020./21. | VI.       | 2. Zagrebačka liga |          | 5.       | 16             | 30       | 17       | 4        | 9        | 62       | 36       | 54 (–1)  |                                        |          |
| 2021./22. | VI.       | 2. Zagrebačka liga |          | 1.       | 15             | 28       | 21       | 4        | 3        | 98       | 22       | 67       |                                        |          |
| 2022./23. | VI.       | 1. Zagrebačka liga |          | 13.      | 16             | 30       | 6        | 4        | 20       | 51       | 85       | 22       |                                        |          |
| 2023./24. | VI.       | 1. Zagrebačka liga |          | 14.      | 16             | 30       | 7        | 4        | 19       | 44       | 76       | 25       |                                        |          |
| 2024./25. | VI.       | 1. Zagrebačka liga |          | 14.      | 16             | 30       | 6        | 4        | 20       | 37       | 88       | 22       |                                        |          |
| 2025./26. | VI.       | 1. Zagrebačka liga |          |          | 16             |          |          |          |          |          |          |          |                                        |          |

## Unutarnje poveznice
- Prečko
- NK Prečko Zagreb

## Vanjske poveznice
- nk-bubamara.hr  Arhivirana inačica izvorne stranice od 6. veljače 2021. (Wayback Machine)
- akademija-precko.com
- Nogometna akademija Bubamara-Precko / NK Precko /NK Bubamara / MSN Bubamara, facebook stranica
- findglocal.com, Nogometna akademija Bubamara-Precko / NK Precko /NK Bubamara / MSN Bubamara
- zns.hr, Bubamara
- sportilus.com, NOGOMETNI KLUB BUBAMARA
- Profil, HNS Semafor